# 10593 Susannesandra
10593 Susannesandra è un asteroide della fascia principale. Scoperto nel 1996, presenta un'orbita caratterizzata da un semiasse maggiore pari a 3,1252019 UA e da un'eccentricità di 0,2066595, inclinata di 2,13709° rispetto all'eclittica.
L'asteroide è dedicato alla moglie dello scopritore, Susanne Sandness.